# Tôn Hồng Lôi
Tôn Hồng Lôi (sinh ngày 16 tháng 8 năm 1970 tại Cáp Nhĩ Tân, Hắc Long Giang) là một diễn viên Trung Quốc, tốt nghiệp trường Học viện Hý kịch Trung ương năm 1997, cùng năm trở thành diễn viên chính thức của Viện kịch nói Quốc gia Trung Quốc. Với vai chính trong vở ca kịch Ba xu tiền, Tôn Hồng Lôi nhận giải thưởng Mai Hoa – giải thưởng cao quý nhất của thể loại kịch nói. Năm 1999, sau khi tham gia bộ phim Đường về nhà của đạo diễn Trương Nghệ Mưu, chính thức bắt đầu sự nghiệp diễn xuất. Trong 10 năm tiếp theo, anh lần lượt hợp tác với Từ Khắc, Phùng Tiểu Cương, Trần Khải Ca và nhiều đạo diễn nổi tiếng khác. Tôn Hồng Lôi là "Thị đế tam đại" (tức người đạt Thị đế ở cả 3 giải thưởng truyền hình danh giá Phi thiên, Bạch Ngọc Lan, Kim Ưng) thứ 3 của Trung Quốc sau Vương Chí Văn và Trương Quốc Lập.
Sau bốn năm làm việc trong cơ quan nhà nước, Tôn Hồng Lôi quyết định ra ngoài làm việc cho công ty điện ảnh Nguyên Bảo Bắc Kinh của đạo diễn nổi tiếng Triệu Bảo Cương tại Bắc Kinh. Kể từ đó, Lôi có nhiều cơ hội được góp mặt trong những bộ phim điện ảnh nổi tiếng. Tôn Hồng Lôi chứng minh thực lực diễn xuất của bản thân qua từng vai diễn, khẳng định vị thế của một diễn viên có nền tảng tốt và dày dặn kinh nghiệm. Tuy không có vẻ bề ngoài đẹp trai xuất chúng như các diễn viên nam mới nổi những năm gần đâu, nhưng Tôn Hồng Lôi được người hâm mộ nhận xét là có vẻ đẹp đậm phong cách Trung Quốc. Hồng Lôi phù hợp đóng những nhân vật mạnh mẽ, khí thế anh hùng, chính bởi vậy Tôn Hồng Lôi thường được đạo diễn lựa chọn cho những bộ phim đề tài chính kịch, hành động.

## Tiểu sử
- Tôn Hồng Lôi sinh ra tại Cáp Nhĩ Tân. Phụ thân Tôn Chấn Sơn là một vị giáo viên triết học, mẫu thân Chu Phượng Cầm đã qua đời, Tôn Hồng Lôi còn có hai người anh trai.
- Thích khiêu vũ, khi còn đi học, Hồng Lôi thường bỏ học và đi khiêu vũ tại Khu thanh niên Cáp Nhĩ Tân vào ban đêm. Năm 1988, Tôn Hồng Lôi đến Trùng Khánh để tham gia Cuộc thi Breakdance toàn quốc lần thứ hai và giành giải nhì, sau cuộc thi, Tôn Hồng Lôi được phát hiện bởi Nhà hát Kịch và Vũ kịch Quốc gia Trung Quốc và tham gia Đoàn nghệ thuật ngôi sao Breakdance Trung Quốc [2].
- Ngày 22 tháng 5 năm 1995, Tôn Hồng Lôi tham dự kỳ thi tại Học viện Hỳ kịch Trung ương. Vì không chuẩn bị trước, được thông báo rằng chỉ có các khoa diễn xuất và âm nhạc. Khoa nhạc kịch có yêu cầu rất cao đối với các ứng cử viên, nên Tôn Hồng Lôi bắt đầu giảm cân. Một tháng trôi qua, Tôn Hồng Lôi giảm được 36 cân, trong năm đó hơn 700 thí sinh thi vào Khoa nhạc kịch, chỉ có Tôn Hồng Lôi được chọn.

## Sự nghiệp
- Năm 1987, tại cuộc thi Breakdance tỉnh Hắc Long Giang, Tôn Hồng Lôi đã giành giải nhất chung cuộc. Đến năm 1988, anh giành vị trí thứ hai tại giải đấu cấp quốc gia.
- 1995 - 1997, Tôn Hồng Lôi theo học tại Học viện Hý kịch Trung ương.
- Năm 1999, đóng vai chính trong bộ phim Đường về nhà của đạo diễn Trương Nghệ Mưu, chính thức bước chân vào nghiệp diễn.
- Năm 2000, tham gia bộ phim Như sương như mưa lại như gió.
- Năm 2001, anh cùng công ty Nguyên Bảo Bắc Kinh ký kết hợp đồng.
- Năm 2005, tham gia bộ phim Thất kiếm của đạo diễn Từ Khắc cùng với Lê Minh, Trương Tịnh Sơ và Chân Tử Đan.
- Từ 2015 - 2017, cùng với Huỳnh Lỗi, Hoàng Bột, Vương Tấn (diễn viên), La Chí Tường và Trương Nghệ Hưng tham gia chương trình Thử thách cực hạn của đài Đông Phương.

## Đời tư
Năm 2009, Tôn Hồng Lôi công khai có bạn gái. Đến ngày 1 tháng 10 năm 2014, Tôn Hồng Lôi thông báo kết hôn với Vương Tuấn Địch trên trang cá nhân.

## Phim

### Truyền hình
| Năm  | Tên                           | Vai              | Ghi chú                        |
| ---- | ----------------------------- | ---------------- | ------------------------------ |
| 2000 | Không yên bình                | Người lính       |                                |
| 2001 | Gia đình cảnh sát             | Lưu Kiến Thiết   |                                |
| 2001 | Mãnh đất tinh khiết           | Nham Cương       |                                |
| 2001 | Mặt trời chưa xuống núi       | Lô Tẩy Hà        |                                |
| 2001 | Như sương như mưa lại như gió | A Lai            |                                |
| 2001 | Quay lưng lại                 | Trình Giang      |                                |
| 2002 | Đằng sau vẻ hào quang         | Cao Cẩm Lâm      |                                |
| 2003 | Chinh phục                    | Lưu Hoa Cường    |                                |
| 2003 | Quân ca liệu lượng            | Cao Đại Sơn      |                                |
| 2003 | Không hạnh phúc               | Trần Ngôn        |                                |
| 2004 | Tôi không phải là anh hùng    | Trần Phi         |                                |
| 2006 | Bán lộ phu thê                | Quản Quân        |                                |
| 2006 | Phạm phủ đại viện             | Quách Thải Tam   |                                |
| 2006 | Đao phong 937                 | Trịnh Thụ Sâm    |                                |
| 2007 | Đại công tượng                | Giáo xứ Dương    |                                |
| 2008 | Làm ơn nghe điện thoại        | Vương Hào        |                                |
| 2008 | Tiềm phục                     | Dư Đắc Thành     |                                |
| 2009 | Con đường chúng tôi đã qua    | Dương Lập Thanh  |                                |
| 2011 | Nam nhân bang                 | Cố Tiểu Bạch     |                                |
| 2014 | Nhất đại kiều hùng            | Hà Phụ Đường     | Tham gia sản xuất              |
| 2014 | Bác sĩ thanh niên             | Lưu Nhất Bạch    | Cameo                          |
| 2014 | Hai xạ thủ                    | Tặc Cửu          |                                |
| 2016 | Người đàn ông tuyệt vời       | Lục Viễn         | Chỉ đạo nghệ thuật (Part-time) |
| 2017 | Trường săn                    | Lưu Lượng Thể    | Cameo                          |
| 2018 | Hóa hí nhất xúy               |                  | Web drama                      |
| 2019 | Cùng cha đi học               | Hoàng Thành Đống | Chỉ đạo nghệ thuật (Part-time) |
| 2020 | Tân thế giới                  | Kim Hải          | Chỉ đạo nghệ thuật (Part-time) |
| 2021 | Tảo hắc phong bạo             | Lý Thành Dương   |                                |

### Điện ảnh
| Năm  | Tên                                   | Vai                       | Ghi chú                   |
| ---- | ------------------------------------- | ------------------------- | ------------------------- |
| 1999 | Đường về nhà                          | Con cái                   |                           |
| 1999 | Cảnh sát thế gia                      | Lưu Kiến Thiết            |                           |
| 2000 | Thời gian hạnh phúc                   | Hành khách                |                           |
| 2000 | Thời gian hà quang                    |                           | Không rõ thời gian ra mắt |
| 2003 | Chuyến tàu tình yêu                   | Trương Cường              |                           |
| 2004 | Tôi điên vì ai                        | Đường Đại Hưng            |                           |
| 2005 | Người nắp cống                        | Đại Hưng                  |                           |
| 2005 | Thất kiếm                             | Phong hỏa liên thành      |                           |
| 2007 | Thượng Hải Hồng Mỹ Lệ                 | Luật sư                   |                           |
| 2007 | Cửa thiên đường                       | A Hồng                    |                           |
| 2007 | Người Mông Cổ                         | Trát Mộc Hợp              |                           |
| 2007 | Thiết tam giác                        | Mạc Trung Nguyên          |                           |
| 2008 | Người cứng rắn                        | Tình địch                 |                           |
| 2008 | Mai Lan Phương                        | Khâu Như Bạch             |                           |
| 2009 | Đại nghiệp kiến quốc                  | Phóng viên                |                           |
| 2009 | Yểu điệu thân sĩ                      | Tằng Thiên Cao            |                           |
| 2009 | Tam thương phách án kinh kỳ           | Trương Tam                |                           |
| 2010 | Quyết chiến Sát Mã trấn               | Đường Cao Bằng            |                           |
| 2010 | Phi thành vật nhiễu 2                 | Lý Hương Sơn              |                           |
| 2011 | Chiến Quốc                            | Tôn Tẫn                   |                           |
| 2012 | Em đồng ý                             | Dương Niên Hoa            |                           |
| 2012 | Tội phạm biên giới                    | Buôn lậu ma túy           |                           |
| 2013 | Độc chiến                             | Trương Lôi                |                           |
| 2013 | Công lý thép                          | Lâm Thái                  |                           |
| 2014 | Một bước đi                           | Phó Kinh Niên             |                           |
| 2015 | Lớp học thiếu niên                    | Chu Trí Dong              |                           |
| 2016 | Thử thách cực hạn - Kho báu hoàng gia | Tôn Hồng Lôi / Nhan Vương |                           |
| 2021 | Thị thần lệnh                         | Hải Phường Chủ            | Lồng tiếng                |

### Kịch nói
| Năm  | Tên                      | Vai             | Ghi chú |
| ---- | ------------------------ | --------------- | ------- |
| 1997 | Mèo muốn trở thành người |                 |         |
| 1997 | Câu chuyện Quận Tây      | Cảnh sát trưởng |         |
| 1997 | Toàn bộ người Bắc Kinh   |                 |         |
| 1999 | Danh dự của Mr.Schultz   | Curie           | [ 4 ]   |
| 2000 | Ba xu tiền               | Chủ nhóm ăn xin |         |
| 2001 | Vườn ngoài trời          | Richard         |         |
| 2010 | Bốn thế hệ               | Người kể chuyện | [ 5 ]   |

### Chương trình truyền hình
- 17 tháng 11 năm 2008, tham gia chương trình ''Lỗ Dự có hẹn".
- 19 tháng 11 năm 2008, tham gia chương trình "Thiên hạ nữ nhân".
- 2015 - 2017, cùng với Huỳnh Lỗi, Hoàng Bột, Vương Tấn, La Chí Tường và Trương Nghệ Hưng tham gia chương trình ''Thử thách cực hạn'' của đài Đông Phương.
- 9 tháng 4 năm 2017 - 17 tháng 11 năm 2017, khách mời đặc biệt trong chương trình "Hướng về cuộc sống" trên Hồ Nam TV.
- 29 tháng 4 năm 2018 - 15 tháng 7 năm 2018, khách mời đặc biệt trong chương trình "Hướng về cuộc sống"

## Giải thưởng
| Năm  | Lễ trao giải                                            | Giải thưởng                              | Tác phẩm            | Ghi chú |
| ---- | ------------------------------------------------------- | ---------------------------------------- | ------------------- | ------- |
| 1997 | Bộ Văn hóa trao tặng                                    | Trình diễn Kịch xuất sắc nhất            |                     |         |
| 1999 | Bộ Văn hóa trao tặng                                    | Trình diễn Kịch xuất sắc nhất            |                     |         |
| 2000 | Giải Mai Hoa - Sân khấu Opera Trung Quốc                | Màn trình diễn xuất sắc nhất             |                     |         |
| 2003 | LHP Sinh viên Bắc Kinh lần thứ 10                       | Nam chính xuất sắc nhất                  | Chuyến tàu tình yêu | [ 6 ]   |
| 2003 | Sohu ngành công nghiệp giải trí 2003                    | Mười nghệ sĩ hàng đầu trong năm          |                     |         |
| 2004 | Top 10 phim truyền hình nghệ thuật Trung Quốc           | Top 10 diễn viên được hoan nghênh nhất   |                     |         |
| 2004 | Giải Kim Ưng                                            | Nam diễn viên được yêu thích nhất        |                     | Đề cử   |
| 2005 | Nam phương thịnh điển                                   | Diễn viên có mị lực nhất                 |                     |         |
| 2006 | Phim truyền hình giải trí đại điển                      | Nam chính xuất sắc nhất                  |                     |         |
| 2007 | Lễ hội ngôi sao Tencent                                 | Nam diễn viên được hoan nghênh nhất      |                     |         |
| 2007 | Liên hoan phim truyền hình Thượng Hải lần thứ 13        | Nam diễn viên xuất sắc nhất              | Bán lộ phu thê      | [ 7 ]   |
| 2008 | Đại hội nghệ thuật truyền hình Trung Quốc lần 4         | Top 10 diễn viên                         |                     |         |
| 2008 | Lễ hội ngôi sao Tencent                                 | Diễn viên có đột phá nhất năm            |                     |         |
| 2008 | Lễ hội ngôi sao Tencent                                 | Diễn viên của năm                        |                     |         |
| 2008 | Đại điển thường niên                                    | Nam chính xuất sắc                       |                     |         |
| 2008 | LHP điện ảnh Châu Á lần 2                               | Nam phụ xuất sắc nhất                    | Người Mông Cổ       | [ 8 ]   |
| 2009 | Khảo sát sự hài lòng của công chúng Trung Quốc hàng năm | Người nổi tiếng trình diễn xuất sắc nhất |                     |         |
| 2009 | LHP Bắc Kinh lần 2                                      | Nam diễn viên xuất sắc nhất              |                     |         |
| 2009 | LHP Đông Phương                                         | Diễn viên của năm                        |                     |         |
| 2009 | Giải Bạch Ngọc Lan lần thứ 15                           | Nam diễn viên xuất sắc nhất              | Tiềm phục           | [ 9 ]   |
| 2009 | Giải Phi thiên lần thứ 27                               | Nam diễn viên xuất sắc nhất              | Tiềm phục           | [ 10 ]  |
| 2010 | Giải Kim Ưng lần thứ 8                                  | Nam diễn viên xuất sắc nhất              | Tiềm phục           | [ 11 ]  |
| 2010 | Giải Kim Ưng lần thứ 8                                  | Nam diễn viên có nhân khí nhất           | Tiềm phục           | [ 11 ]  |
| 2013 | LHP quốc tế Trung Quốc - London lần thứ nhất            | Nam diễn viên xuất sắc nhất              | Công lý thép        |         |
| 2015 | LHP Deasang Hàn Quốc lần thứ 52                         | Nam diễn viên hải ngoại xuất sắc nhất    |                     |         |